# Süddeutscher Bund

Deutschland zwischen dem Krieg von 1866 und dem Deutsch-Französischen Krieg 1870/71

Als Süddeutscher Bund (auch Südbund) wurde 1866–1869 die Idee bezeichnet, dass die süddeutschen Staaten Bayern, Württemberg, Baden und Hessen-Darmstadt einen Staatenbund gründen. Von dieser Möglichkeit sprach Artikel 4 des Prager Friedens nach dem Deutschen Krieg von 1866 (wörtlich: „in einen Verein zusammentreten“). Wegen Uneinigkeit untereinander machten die betreffenden süddeutschen Staaten davon jedoch keinen Gebrauch.
Im Norden bildete das Königreich Preußen den Norddeutschen Bund als neuen deutschen Bundesstaat. Der Norddeutsche Bund bzw. Preußen schloss einzeln Verteidigungsverträge mit den Südstaaten, die Schutz- und Trutz-Bündnisse. 1870/1871, nach Frankreichs Niederlage im Deutsch-Französischen Krieg, nahm der Norddeutsche Bund die Südstaaten auf und formte sich zum Deutschen Reich um.

## Vorgeschichte

Deutschlandkonzepte 1848–1867: Pläne und Verfassungen

Bereits zur Zeit der Erfurter Union 1849/1850 sah es so aus, dass Preußen allenfalls den Norden Deutschlands vereinigen könne. Die großen Königreiche Bayern und Württemberg, aber auch Sachsen, das nach 1866 infolge der Niederlage an der Seite Österreichs dem Norddeutschen Bund schließlich beitreten musste, lehnten den Einigungsversuch unter preußischer Führung vehement ab. Allerdings gelang es dem „Dritten Deutschland“ auch in den folgenden zwanzig Jahren nicht, eine eigenständige Linie zwischen Österreich und Preußen zu fahren. Bayern sah sich in einer Führungsrolle, die von den übrigen mittelgroßen und kleinen Staaten nicht anerkannt wurde.
Auch Frankreich war schon 1850 dagegen, dass Preußen seine Macht auch südlich des Flusses Main ausbreitet. Stattdessen bemühte der französische Kaiser Napoleon III. sich in den 1860er-Jahren darum, westdeutsche Gebiete zu annektieren, zum Beispiel anlässlich eines Geheimvertrags mit Österreich im Juni 1866. Wenn Bismarck den kommenden Bundesstaat nur mit den norddeutschen Staaten gründete, beruhigte das neben Österreich also auch Frankreich.
Am 14. Juli 1866 vereinbarten Preußen und Frankreich, dass Preußen im Norden einen Bundesstaat errichten durfte. Die süddeutschen Staaten sollten sich zu einem Südbund vereinen dürfen, der international unabhängig sein sollte. Nordstaat und Südbund durften ihr Verhältnis zueinander frei regeln. Das absehbare Nebeneinander von Nordstaat, Südbund und Österreich hätte aus französischer Sicht nämlich nicht das europäische Gleichgewicht gestört. Der Südbund wurde erst im Prager Frieden vom 23. August und noch nicht im Nikolsburger Vorfrieden vom 26. Juli 1866 erwähnt, trotz der ansonsten identischen Aussagen.

## Lage in Süddeutschland

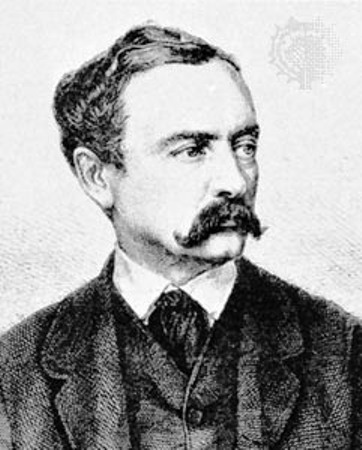
Chlodwig Hohenlohe-Schillingfürst diente von 1866 bis 1870 als bayerischer Ministerpräsident. 1894 wurde er Reichskanzler.

Im größten der vier Staaten, Bayern, war Ministerpräsident Hohenlohe für einen Anschluss an Preußen, der König dagegen. Auch Baden strebte den Beitritt zum neuen (norddeutschen) Bund an. Allerdings verbot der Prager Frieden Preußen, süddeutsche Staaten in seinen neuen Bund aufzunehmen. Besonders war die Lage von Hessen-Darmstadt, das nur mit einer seiner drei Provinzen (Oberhessen) Mitglied im Norddeutschen Bund wurde.
In einer Ministerialerklärung vom 6. Mai 1867 sprachen sich Bayern und Württemberg dafür aus, dass die süddeutschen Staaten über einen Staatenbund mit dem Norddeutschen Bund assoziiert sein sollten. Dieser Staatenbund war als Kopie des Deutschen Bundes gedacht. Preußen lehnte eine solche Konstruktion ab. Hohenlohe wiederum lehnte am 8. Oktober 1867 im Parlament einen Beitritt Bayerns zum Norddeutschen Bund ab, ebenso wie einen endgültigen süddeutschen Bundesstaat oder ein „Verfassungsbündnis der süddeutschen Staaten unter der Führung Österreichs“. Die süddeutschen Staaten sollten vielmehr einzeln „in nähere Verbindung“ mit Norddeutschland treten.
Preußen wünschte sich zwar eine deutsche Einigung, wagte aber nicht den offenen Bruch des Prager Friedens. Baden, Württemberg und Hessen-Darmstadt wollten sich lieber mit Preußen direkt verständigen und nicht in eine Abhängigkeit von Bayern geraten. Am 23. November 1867 schlug Hohenlohe dann doch einen Staatenbund vor, die Vereinigten süddeutschen Staaten, samt Entwurf einer Verfassung. Auf Preußens Anraten behandelte Baden die bayerischen Vorschläge verzögernd und brachte sie damit 1868 zum Erliegen.
Anlässlich des Friedensschlusses 1866 mit Preußen hatten die süddeutschen Staaten bereits (zunächst) geheime Militärbündnisse mit Preußen unterzeichnet, da durch die Auflösung des Deutschen Bundes keine militärische Garantie mehr gegeben war und sie einem Angriff Frankreichs somit schutzlos ausgeliefert gewesen wären. Außerdem vereinheitlichten sie teilweise ihre Militärverfassungen untereinander.